# 3Blue1Brown
3Blue1Brown (3b1b) is een YouTube-kanaal van de Amerikaan Grant Sanderson. Dit Engelstalige kanaal produceert educatieve video's over wiskundige onderwerpen. De video's bestaan voornamelijk uit uitleg, ondersteund met animaties. Voor de animaties gebruikt Sanderson onder andere manim, zijn eigen Python-framework.
Sanderson heeft wiskunde gestudeerd aan de universiteit van Stanford, waar hij in 2015 zijn bachelordiploma haalde. In 2015 en 2016 werkte hij voor Khan Academy en op 4 maart 2015 begon hij met zijn kanaal. Na zijn werk bij Khan richtte hij zich volledig op de video's, die te zien zijn op zijn eigen website en zijn YouTube-kanaal. Per juni 2023 heeft hij daar 5,22 miljoen abonnees. Daarnaast heeft hij een kanaal onder zijn eigen naam met 55 duizend abonnees.
De naam en het logo van het kanaal verwijzen naar de heterochromie in het rechteroog van Sanderson.